# Reino Unido en los Juegos Olímpicos de París 1924
El Reino Unido estuvo representado en los Juegos Olímpicos de París 1924 por un total de 267 deportistas que compitieron en 18 deportes.  
El portador de la bandera en la ceremonia de apertura fue el jugador de waterpolo Arthur Hunt.

## Medallistas
El equipo olímpico británico obtuvo las siguientes medallas:
| Nombre                                                           | Deporte          | Competición                               |
| ---------------------------------------------------------------- | ---------------- | ----------------------------------------- |
| Oro                                                              |                  |                                           |
| Harold Abrahams                                                  | Atletismo        | 100 m M                                   |
| Eric Liddell                                                     | Atletismo        | 400 m M                                   |
| Douglas Lowe                                                     | Atletismo        | 800 m M                                   |
| Harry Mallin                                                     | Boxeo            | Medio (72,6 kg) M                         |
| Harry Mitchell                                                   | Boxeo            | Semipesado (79,4 kg) M                    |
| Lucy Morton                                                      | Natación         | 200 m braza F                             |
| Jack Beresford                                                   | Remo             | Scull ind. (M1x) M                        |
| Charles Eley James MacNabb Robert Morrison Terence Sanders       | Remo             | Cuatro sin timonel (M4-) M                |
| Cyril Mackworth-Praed Philip Neame Herbert Perry Allen Whitty    | Tiro             | Ciervo móvil 100 m, tiro doble por eqs. M |
| Plata                                                            |                  |                                           |
| Harold Abrahams William Nichol Walter Rangeley Lancelot Royle    | Atletismo        | 4 × 100 m M                               |
| Herbert Johnston Bertram Macdonald George Webber                 | Atletismo        | 3000 m por eqs. M                         |
| Gordon Goodwin                                                   | Atletismo        | 10 km marcha M                            |
| James McKenzie                                                   | Boxeo            | Mosca (50,8 kg) M                         |
| John Elliott                                                     | Boxeo            | Medio (72,6 kg) M                         |
| Cyril Alden                                                      | Ciclismo en ruta | 50 km M                                   |
| Gladys Davis                                                     | Esgrima          | Florete ind. F                            |
| Phyllis Harding                                                  | Natación         | 100 m espalda F                           |
| Florence Barker Constance Jeans Grace McKenzie Iris Tanner       | Natación         | 4 × 100 m libre F                         |
| Phyllis Covell Kathleen McKane Godfree                           | Tenis            | Dobles F                                  |
| Cyril Mackworth-Praed                                            | Tiro             | Ciervo móvil 100 m, tiro único M          |
| Cyril Mackworth-Praed                                            | Tiro             | Ciervo móvil 100 m, tiro doble M          |
| Gordon Fowler Edwin Jacob Thomas Riggs Walter Riggs Ernest Roney | Vela             | 8 Metre M                                 |
| Bronce                                                           |                  |                                           |
| Eric Liddell                                                     | Atletismo        | 200 m M                                   |
| Guy Butler                                                       | Atletismo        | 400 m M                                   |
| Henry Stallard                                                   | Atletismo        | 1500 m M                                  |
| Guy Butler George Renwick Richard Ripley Edward Toms             | Atletismo        | 4 × 400 m M                               |
| Malcolm Nokes                                                    | Atletismo        | Martillo M                                |
| Harry Wyld                                                       | Ciclismo en ruta | 50 km M                                   |
| Archie MacDonald                                                 | Lucha libre      | +87 kg M                                  |
| Gladys Carson                                                    | Natación         | 200 m braza F                             |
| Equipo                                                           | Polo             | Torneo M                                  |
| Harold Clarke                                                    | Saltos           | Salto de altura ordinario M               |
| Kathleen McKane Godfree                                          | Tenis            | Individual F                              |
| Evelyn Colyer Dorothy Shepherd-Barron                            | Tenis            | Dobles F                                  |